# Operacija Žalac
Operacija Žalac (srp. operacija Žaoka) je bila napadna operacija velikosrpskih snaga na Republiku Hrvatsku iz srpnja 1991. godine.
Ovom operacijom je ciljno područje bila Banovina.
Predfaza ove operacije je bila 24. lipnja 1991. Velikosrpske su snage tada napali policijske postaje MUP-a RH Dvor na Uni i Glinu. 
Dvorsku postaju su zauzeli bez otpora hrvatskih vladinih snaga. Nakon toga su velikosrbi zapriječili sve prilaze Dvoru.
Napad na glinsku postaju 26. lipnja 1991. je rezultirao ljudskih žrtvama na hrvatskoj strani. Velikosrbi su ubili 3 osobe, 10 ranili, dok su 17 osoba zatočili u kninske zatvore (među tih 17 je bilo 16 pripadnika MUP-a RH i jedan hrv. civil).
Hrvatske snage su 28. lipnja vratile postaju pod nadzor.
Milan Martić je tada najavio izaslanstvu pobunjenih glinskih Srba da će situaciju riješiti u pobunjeničkom interesu, obećavši im pristizanje kapetana Dragana. To "rješavanje situacije" je bila kasnija operacija Žalac. 
Dugo vremena se smatralo da je t.zv. kapetan Dragan bio jedan od organizatora te akcije, dok su kasnije pojavili svjedoci i dokumenti koji su navodili tu osobu kao jedinog organizatora. U tijeku operacije su sudjelovali predsjednici ratnih stožera Dvora, Gline, Kostajnice i "ministar unutarnjih poslova" t.zv. SAO Krajine Milan Martić.
Napadna operacija je počela 26. srpnja u 10 sati. Sadržala je dva navalna pravca. Prvi se nalazio na području općine i grada Gline (Glina, Jukinac i G. i D. Viduševac), a drugi na od Dvora prema Hrvatskoj Kostajnici uz rijeku Unu. 
Cilj velikosrpskih postrojbi je bio ovladati selima uz rijeku Unu koja su imala hrvatsku većinu: Zamlače, Struga Banska, Unčani, Kuljani, Golubovac, Divuša, Skela i Kozibrodom.
Polazna baza velikosrpskih osvajača je bila na Čović brdu u t.zv. Centru za obuku "Šamarica", dok su baze za manje skupine koje su bile pri samim napadima na Hrvate se nalazile u Šegestinu i Gornjem Javoranju.
Za vrijeme te operacije su snage JNA i velikosrpskih paravojnih postrojbi počinile zločine u Strugi, Unčanima, Kuljanima i Kozibrodu. Zbog istih je Vlada Repulike Hrvatske na svojoj sjednici od 29. srpnja donijela odluku kojom je zatražila žurnu sjednicu Predsjedništva SFRJ.
Pri napadu na ta mjesta su velikosrbi uništili brojne rimokatoličke crkve, hrvatske kuće, školu, izmasakrirali 20-ak ljudi, a ranjene Hrvate su velikosrpski specijalci zlostavljali.
Velikosrbi su angažirali u ovoj akciji na pravcu prema Dvoru 800 pripadnika Teritorijalne obrane, t.zv. milicije t.zv. RSK i postrojbe posebne namjene iz Knina. Na pravcu prema Glini su angažirali 700 vojnika, od kojih 100 pripadnika paravojne postrojbe za posebne namjene.

## Vanjske poveznice
- Nacional[neaktivna poveznica] Predao se ključni svjedok, 17. travnja 2006.
- Domovinski rat On Line![neaktivna poveznica] - Nova TV - Istraga - Operacija Žaoka
- (srp.) HIC  Arhivirana inačica izvorne stranice od 1. rujna 2016. (Wayback Machine) Srpski list "Osmica" od 6. kolovoza 1991.: operacija Žaoka